# Ryan Hunter-Reay

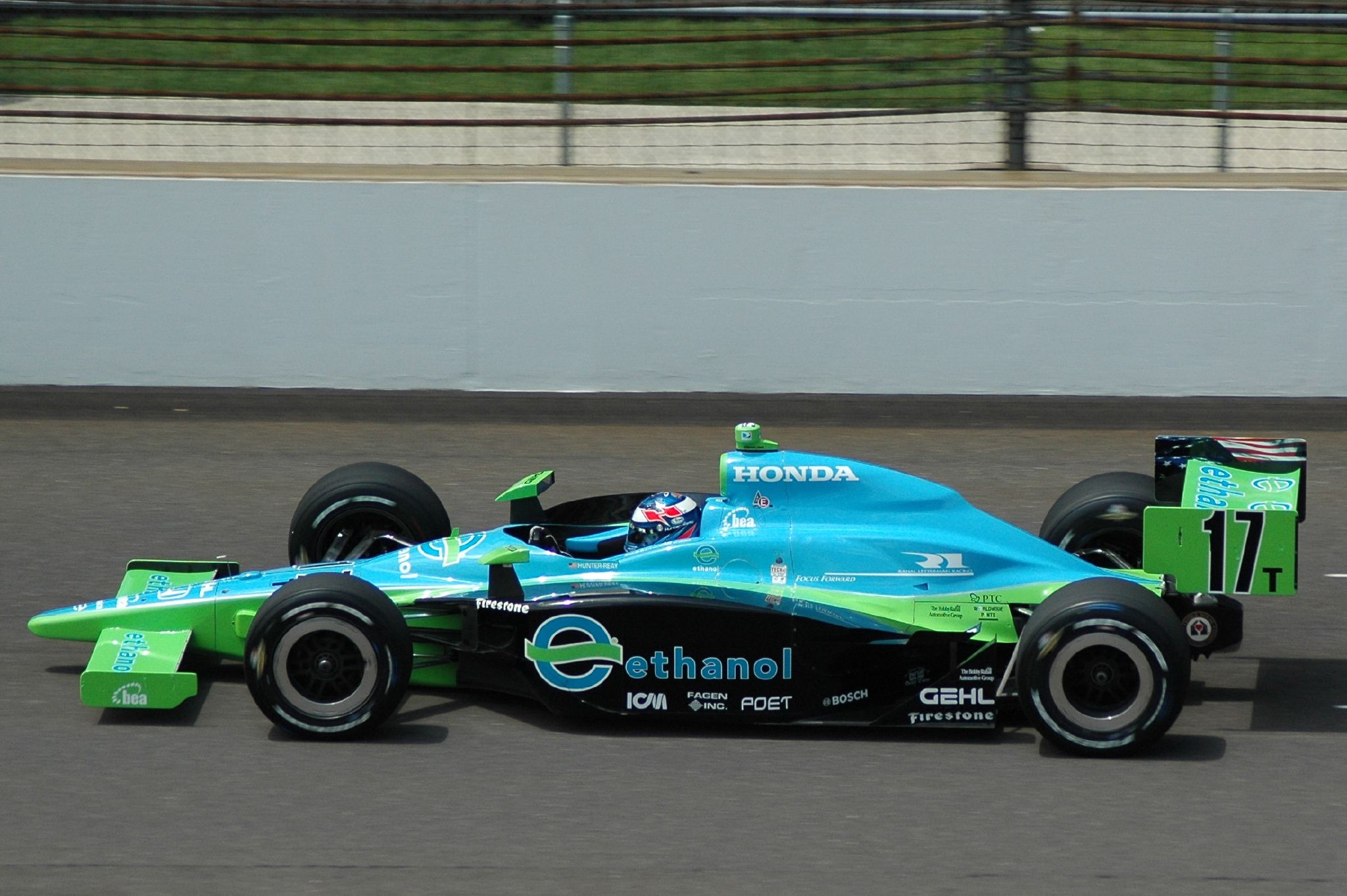
Automóvil de Ryan Hunter-Reay practicando para las 500 Millas de Indianápolis de 2009.

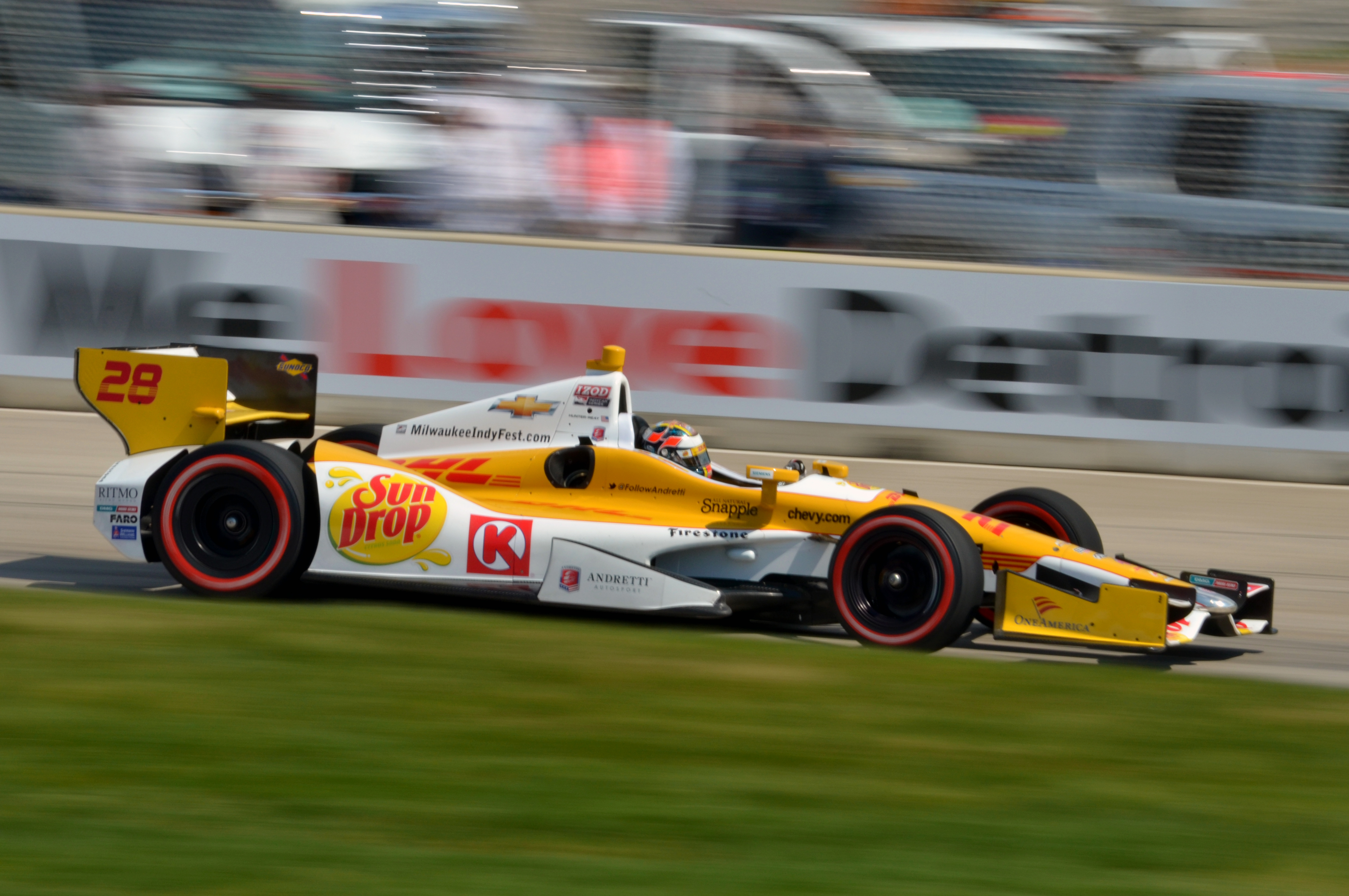
Dallara DW12 de Ryan Hunter-Reay en el Gran Premio de Detroit de 2012.

Ryan Hunter-Reay (Dallas, Texas, Estados Unidos; 17 de diciembre de 1980) es un piloto estadounidense de automovilismo. Actualmente compite con el equipo Andretti Autosport en la IndyCar Series, donde resultó campeón en 2012, cuarto en 2018, sexto en 2014 y 2015, y séptimo en 2010, 2011 y 2013. Ha logrado 18 victorias y 47 podios a lo largo de su carrera en la IndyCar y la CART. Fue ganador de las 500 Millas de Indianápolis de 2014, tercero en 2013 y sexto en 2008.

## Inicios en monoplazas
Con varios campeonatos de karting obtenidos en su juventud, Hunter-Reay ganó una beca para competir en la Fórmula Skip Barber. Ganó el Campeonato Nacional en 1998 y la Big Scholarship en 1999, tras lo cual pasó a la Skip Barber Pro. En 2000 fue Novato del Año de esa categoría y en 2001 ganó dos carreras. Hunter-Reay pasó a la Fórmula Atlantic en 2002, ganando tres carreras y resultando sexto en el campeonato.
En 2003, Hunter-Reay pasó a la CART Champ Car World Series al firmar un contrato con el equipo Johansson. Pese a conducir un Reynard inferior a los Lola de los equipos de punta, el piloto fue tercero en Mid-Ohio y venció en Surfers Paradise, lo que sumado a otros cuatro arribos entre los diez primeros, le significaron un 14º puesto final.
El estadounidense pasó al equipo Herdez para la temporada 2004. Ganó de punta a punta en Milwaukee y cosechó un cuarto lugar y dos quintos, que le valieron concluir en novena colocación en el campeonato. Hunter-Reay cambió de equipo nuevamente en 2005. Con dos sextos y un séptimo como mejores resultados, el modesto Rocketsports lo sustituyó para las dos fechas finales, y el piloto terminó el año 15º.

## A1GP, Rahal, Vision y Foyt
Sin competir en monoplazas en 2006, Hunter-Reay resultó 11º en la carrera corta y 10º en la carrera larga de la fecha neozelandesa del A1 Grand Prix en enero de 2007. A mitad de año, Rahal Letterman Racing lo contrató para competir en las cinco fechas finales de la IndyCar. Finalizó sexto en una y séptimo en dos de ellas, lo que le bastó para coronarse Novato del Año 2007.
Hunter-Reay permaneció en Rahal Letterman para disputar la temporada completa de la IndyCar en 2007. Ese año fue sexto y mejor novato en las 500 Millas de Indianápolis, ganó en Watkins Glen y arribó décimo o mejor en 11 de las 19 carreras, incluyendo un tercer lugar en la fecha no puntuable en Surfers Paradise. Eso le permitió concluir en la octava posición final, siendo el mejor piloto descontando los de Penske, Ganassi y Andretti Green.
Como Rahal Letterman dejó la categoría para 2009, Hunter-Reay se unió al equipo Vision. Sin embargo, a partir de la séptima fecha compitió por el equipo Foyt, en sustitución del lesionado Vítor Meira. Sus únicos arribos entre los diez primeros fueron un segundo en San Petersburgo, un cuarto y un séptimo, lo que combinado con cinco abandonos le significaron terminar 15º en el campeonato.

## Andretti Autosport

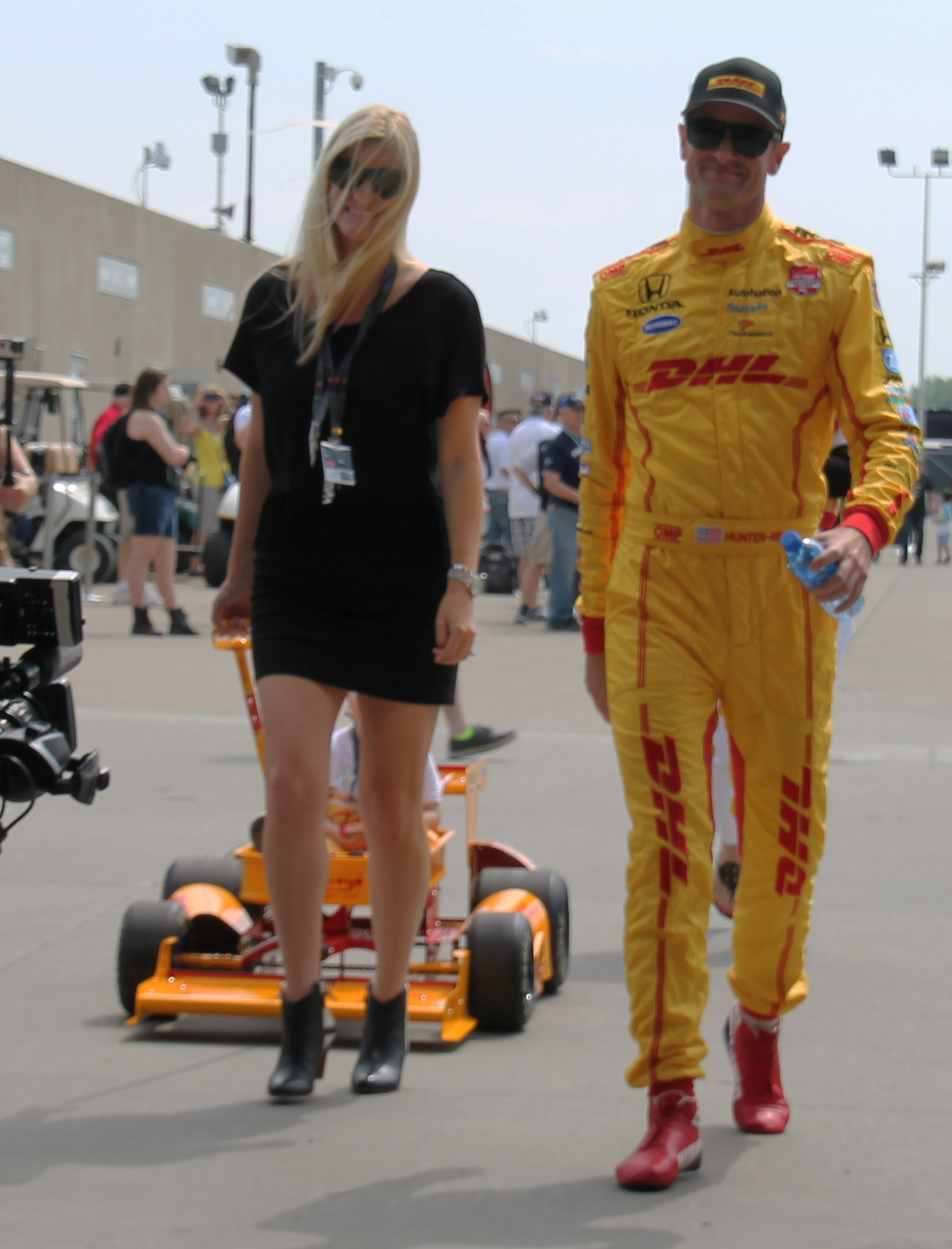
Ryan Hunter-Raey, 2015

El renombrado equipo Andretti lo contrató para disputar las primeras siete fechas de la IndyCar 2010, luego de lo cual consiguió auspiciantes para hacerlo en las restantes. Fue vencedor en Long Beach, segundo en San Pablo y tercero en Toronto, lo cual sumado a ocho arribos adicionales entre los diez primeros le significaron quedar en la séptima posición final.
Hunter-Reay ganó en 2011 su segunda carrera en la IndyCar, New Hampshire, y subió al podio dos veces más. No obstante, un pésimo comienzo de año lo alejó de la vanguardia y los resultados de la segunda mitad apenas le alcanzaron para quedar séptimo en el clasificador final.
El estadounidense retuvo su puesto en Andretti para la temporada 2012, ahora como piloto de Chevrolet. Sumó tres victorias consecutivas en Milwaukee, Iowa y Toronto, una cuarta en Baltimore, y dos podios adicionales. Así logró obtener el campeonato frente a Will Power por tres puntos.
En 2013, Hunter-Reay venció en Barber y Milwaukee, y obtuvo tres segundos puestos y un tercero en las 500 Millas de Indianápolis. Sin embargo, abandonó en seis de las 19 carreras de la IndyCar, por lo que concluyó el año en la séptima colocación.
Continuando en el equipo Andretti en 2014, el estadounidense venció en las 500 Millas de Indianápolis con una ventaja de 0,060 segundos con respecto al triple ganador Hélio Castroneves. También ganó en Barber y Iowa, y obtuvo tres segundos puestos en San Petersburgo, el Gran Premio de Indianápolis y Sears Point. En cambio, sufrió cinco abandonos y tuvo malas actuaciones en las 500 Millas de Pocono y Fontana. Ello le significó acabar sexto en el campeonato.
En 2015, Hunter-Reay logró ganar en Iowa y Pocono, en tanto que obtuvo un segundo lugar y un quinto. Sin embargo, consiguió malos resultados en gran parte de la temporada, que lo relegaron al sexto lugar en el campeonato. El floridense no logró ningún triunfo en la campaña 2016 y resultó 12º con tres terceros lugares y ocho top 10. En 2017, Hunter-Reay tambiñeén consiguió tres terceros puestos y 8 top 10, aunque finalizó noveno en el campeonato.
Hunter-Reay logró dos victorias en la segunda carrera de Detroit y Sonoma y cuatro segundos puestos para concluir cuarto en el campeonato de 2018. En 2019, solo obtuvo dos podios y seis llegadas entre los diez primeros, ubicándose octavo en el campeonato.
Al año siguiente, Hunter-Reay llegó tercero en la segunda carrera en Mid-Ohio, siendo su único podio de la temporada. Con siete top 10, obtuvo el 10° puesto en el campeonato.
En 2021, fue cuarto en Nashville como mejor resultado, siendo una de las tres llegadas entre los diez primeros. Terminó 17° en el clasificador final, siendo su último año como piloto del equipo Andretti.

## Otras actividades
Hunter-Reay también ha piloteado sport prototipos y coches de gran turismo en las principales categorías estadounidenses de la especialidad: la American Le Mans Series, la Grand-Am Rolex Sports Car Series y el United SportsCar Championship, en particular en las 24 Horas de Daytona. Sus mayores éxitos fueron en la Grand-Am: una victoria en Miller 2007, un segundo lugar en las 24 Horas de Daytona de 2013, y un tercer lugar en Laguna Seca 2006 y las 24 Horas de Daytona de 2010 y 2016. En 2014 corrió en las 24 Horas de Daytona y las 12 Horas de Sebring con un SRT Viper oficial, resultando tercero en la clase GTLM en la primera de ellas.
Como campeón del 2012 de la serie IndyCar Hunter-Reay, fue invitado a participar en la Carrera de Campeones en Bangkok, formando dupla con Benito Guerra Jr. y enfrentando a leyendas del automovilismo como Michael Schumacher, Sebastian Vettel y Tom Kristensen.